# Ancylometes terrenus
Espèce
Ancylometes terrenus est une espèce d'araignées aranéomorphes de la famille des Ancylometidae.

## Distribution
Cette espèce est endémique du Brésil. Elle se rencontre en Amazonas, en Acre et au Mato Grosso.

## Description
Le mâle holotype mesure 25,0 mm et la femelle paratype 26,0 mm.

## Systématique et taxinomie
Cette espèce a été décrite par Höfer et Brescovit en 2000.

## Étymologie
Son nom d'espèce lui a été donné en référence à son habitat terrestre.

## Publication originale
- Höfer & Brescovit, 2000 : « A revision of the Neotropical spider genus Ancylometes Bertkau (Araneae: Pisauridae). » Insect Systematics & Evolution, vol. 31, no 3, p. 323-360.